# ديفل ماي كراي 2
ديفل ماي كراي 2 (بالإنجليزية: Devil May Cry 2)‏ هي لعبة من نوع أكشن، تقطيع وذبح. صدرت في 2001 لجهاز بلاي ستيشن 2. هي من تطوير ونشر شركة كابكوم.

## القصة
ديفل ماي كراي 2 تبدأ مع دخول «لوسيا» و«دانتي» بشكل منفصل عن بعضهما إلى متحف حيث توجد فيه قطعة مهمة هي «ميدالية أركانا». بعد هزيمة مجموعة من الشياطين في المتحف، لوسيا تدعو دانتي ليلحق بها في «جزيرة دوماري»، حيث قدمته إلى العجوز ماتيه (والدتها). ماتيه تخبره أنها حاربت إلى جانب والد دانتي «سباردا» للدفاع عن الجزيرة ضد الشياطين. وتطلب من دانتي المساعدة في قتال «آريوس» وهو رجل أعمال دولي يستخدم القوة الشيطانية ويسعى للاستيلاء على العالم. دانتي يقرر المساعدة. بعد ذهاب دانتي ماتيه ولوسيا تتناقشان حول أركانا، وهي القطعة التي يريدها آريوس لتحرير «آرجوساكس» (وهو ملك شيطاني قوي سبق أن حكم عالم الشياطين).

## وصلات خارجية
- الموقع الرسمي
- ديفل ماي كراي 2 على موبي غيمز